# Chordospartium
Chordospartium é um género botânico pertencente à família Fabaceae.